# 中部地方の鉄道路線
中部地方の鉄道路線（ちゅうぶちほうのてつどうろせん）
解説：
- 「広域：」とは、その地域内の複数の部分にまたがる路線である。地域内で完結している。
- 「超広域：」とは、その地域と他の地域にまたがる路線である。
  - 詳細については、その地域を含む親の地域の「広域」にある同じ路線名の記述を参照。
  - 中部地方以外の路線が紛れ込んでいる可能性もある。その場合は、単に削除するのではなく、適切な記事に移動するか、誤りの指摘をしていただきたい。

- 各路線の区間は『鉄道要覧』を基準としている。
- 同じ路線でも支線（別線）および事業種別の違う区間は別掲しており、各地方ごとに起点側から(1)、(2)…と番号を付けている。
- 特記無き路線は鉄道事業法に基づく鉄道路線、［軌道法適用］と記載がある路線は軌道法に基づく軌道路線である。

廃止された鉄道路線については日本の廃止鉄道路線一覧を参照。

## 中部地方
- 超広域：
  - 東海道新幹線 （東海旅客鉄道）：東京駅 - 新大阪駅  (552.6km)
  - 上越新幹線 （東日本旅客鉄道）：大宮駅 - 新潟駅  (303.6km)
  - 北陸新幹線 （東日本旅客鉄道）：高崎駅 - 敦賀駅  (470.6km)
  - 東海道本線 （東日本旅客鉄道）：東京駅 - 熱海駅 (104.6km)
  - 東海道本線 （東海旅客鉄道）：熱海駅 - 米原駅  (341.3km)
  - 御殿場線 （東海旅客鉄道）：国府津駅 - 沼津駅  (60.2km)
  - 中央本線(1)（東日本旅客鉄道）：新宿駅 - 塩尻駅 (211.8km)
  - 上越線 （東日本旅客鉄道）：高崎駅 - 宮内駅  (162.6km)
  - 北陸本線 （西日本旅客鉄道）：敦賀駅 - 米原駅  (45.9km)
  - 小浜線 （西日本旅客鉄道）：敦賀駅 - 東舞鶴駅  (84.3km)
  - 紀勢本線 （東海旅客鉄道）：亀山駅 - 新宮駅 (180.2km)
  - 関西本線 （西日本旅客鉄道）：亀山駅 - JR難波駅 (115km)
  - 草津線 （西日本旅客鉄道）：柘植駅 - 草津駅 (36.7 km)
  - 近鉄大阪線 （近畿日本鉄道）：大阪上本町駅 - 伊勢中川駅 (108.9km)
  - 羽越本線 （東日本旅客鉄道）：新津駅 - 秋田駅  (271.7km)
  - 米坂線 （東日本旅客鉄道）：米沢駅 - 坂町駅  (90.7km)
  - 只見線 （東日本旅客鉄道）：会津若松駅 - 小出駅  (135.2km)
  - 磐越西線 （東日本旅客鉄道）：郡山駅 - 新津駅  (175.6km)
- 広域：
  - 身延線 （東海旅客鉄道）：富士駅 - 甲府駅  (88.4km)
  - 飯田線 （東海旅客鉄道）：豊橋駅 - 辰野駅  (195.7km)
  - 高山本線 （東海旅客鉄道）：岐阜駅 - 猪谷駅  (189.2km)
  - 中央本線 （東海旅客鉄道）：塩尻駅 - 名古屋駅  (174.8km)
  - あいの風とやま鉄道線 （あいの風とやま鉄道）：倶利伽羅駅 - 市振駅 (100.1km)

### 甲信越地方
- 広域：
  - 小海線 （東日本旅客鉄道）：小淵沢駅 - 小諸駅  (78.9km)
  - 飯山線 （東日本旅客鉄道）：豊野駅 - 越後川口駅  (96.7km)
  - 大糸線 （西日本旅客鉄道）：南小谷駅 - 糸魚川駅  (35.3km)
  - しなの鉄道北しなの線 （しなの鉄道）：長野駅 - 妙高高原駅 (37.3km)

#### 新潟県
- 広域：
  - 信越本線 （東日本旅客鉄道）：直江津駅 - 新潟駅  (136.3km)
  - 白新線 （東日本旅客鉄道）：新潟駅 - 新発田駅  (27.3km)
  - 越後線 （東日本旅客鉄道）：柏崎駅 - 新潟駅  (83.8km)
  - 弥彦線 （東日本旅客鉄道）：東三条駅 - 弥彦駅  (17.4km)
  - 北越急行ほくほく線 （北越急行）：六日町駅 - 犀潟駅  (59.5km)
  - えちごトキめき鉄道妙高はねうまライン （えちごトキめき鉄道）：妙高高原駅 - 直江津駅間 (37.7km)
  - えちごトキめき鉄道日本海ひすいライン （えちごトキめき鉄道）：市振駅 - 直江津駅間 (59.3km)
- 新潟市
  - 信越本線(1) （日本貨物鉄道・第2種）：越後石山駅 - 新潟貨物ターミナル駅  (2.4km・貨物線)
  - 信越本線(2) （日本貨物鉄道）：上沼垂信号場 - 東新潟港駅  (3.8km・貨物線)
- 湯沢町
  - 上越線(1) （東日本旅客鉄道）：越後湯沢駅 - ガーラ湯沢駅  (1.8km)

#### 山梨県
- 広域：
  - 富士山麓電気鉄道大月線 （富士山麓電気鉄道）：大月駅 - 富士山駅  (23.6km)
  - 富士山麓電気鉄道河口湖線 （富士山麓電気鉄道）：富士山駅 - 河口湖駅  (3km)

#### 長野県
- 広域：
  - 中央本線(2) （東日本旅客鉄道）：岡谷駅 - 塩尻駅  （辰野経由） (27.7km)
  - 大糸線 （東日本旅客鉄道）：松本駅 - 南小谷駅  (70.1km)
  - 篠ノ井線 （東日本旅客鉄道）：篠ノ井駅 - 塩尻駅  (66.7km)
  - 長野電鉄長野線 （長野電鉄）：長野駅 - 湯田中駅  (33.2km)
  - しなの鉄道線 （しなの鉄道）：軽井沢駅 - 篠ノ井駅  (65.1km)
- 長野市
  - 信越本線 （東日本旅客鉄道）：篠ノ井駅 - 長野駅  (9.3km)
- 松本市
  - アルピコ交通上高地線 （アルピコ交通）：松本駅 - 新島々駅  (14.4km)
- 上田市
  - 上田電鉄別所線 （上田電鉄）：上田駅 - 別所温泉駅  (11.6km)

### 北陸地方
- 広域：
  - ハピラインふくい線 （ハピラインふくい）：敦賀駅 - 大聖寺駅 (84.3km)

#### 富山県
- 広域：
  - 城端線 （西日本旅客鉄道）：高岡駅 - 城端駅  (29.9km)
  - 氷見線 （西日本旅客鉄道）：高岡駅 - 氷見駅  (16.5km)
  - 富山地方鉄道本線 （富山地方鉄道）：電鉄富山駅 - 宇奈月温泉駅  (53.3km)
  - 富山地方鉄道立山線 （富山地方鉄道）：寺田駅 - 立山駅  (24.2km)
  - 富山地方鉄道上滝線 （富山地方鉄道）：南富山駅 - 岩峅寺駅  (12.4km)
  - 万葉線高岡軌道線 （万葉線）［軌道法適用］：高岡駅停留場 - 六渡寺駅  (8.0km)
  - 万葉線新湊港線 （万葉線）[注釈 1]：越ノ潟駅 - 六渡寺駅  (4.9km)
- 富山市
  - 高山本線 （西日本旅客鉄道）：猪谷駅 - 富山駅 (36.6km)
  - 富山地方鉄道富山港線 （富山地方鉄道）［軌道法適用］：富山駅停留場 - 奥田中学校前駅  (1.2km)
  - 富山地方鉄道富山港線(1) （富山地方鉄道）[注釈 1]：奥田中学校前駅 - 岩瀬浜駅  (6.5km)
  - 富山地方鉄道不二越線 （富山地方鉄道）：稲荷町駅 - 南富山駅  (3.3km)
  - 富山地方鉄道富山軌道線
    - 本線 （富山地方鉄道）［軌道法適用］：電鉄富山駅・エスタ前停留場 - 南富山駅前駅  (3.6km)
    - 支線 （富山地方鉄道）［軌道法適用］：電鉄富山駅・エスタ前停留場 - 丸の内停留場  (1km)
    - 安野屋線 （富山地方鉄道）［軌道法適用］：丸の内停留場 - 安野屋停留場  (0.4km)
    - 呉羽線 （富山地方鉄道）［軌道法適用］：安野屋停留場 - 富山大学前停留場  (1.4km)
    - 富山都心線 （富山地方鉄道・軌道運送事業者）［軌道法適用］：丸の内停留場 - 西町停留場  (0.9km)
    - 富山駅南北接続線 （富山地方鉄道・軌道運送事業者）［軌道法適用］：支線接続点 - 富山駅停留場  (0.2km)

  - 小口川軌道 （水口産業建設）:駅名不明 - 駅名不明（1.5km・貨物線）
- 黒部市
  - 黒部峡谷鉄道本線 （黒部峡谷鉄道）：宇奈月駅 - 欅平駅  (20.1km)
  - 関西電力黒部専用鉄道
  - 上部軌道（関西電力）：（6.5km・貨物線）
  - 黒薙支線 （関西電力）:  （貨物線）
- 高岡市
  - 新湊線（日本貨物鉄道）：能町駅 - 高岡貨物駅  (1.9km・貨物線)
- 立山町
  - 立山ケーブルカー （立山黒部貫光）：立山駅 - 美女平駅  (1.3km)
  - 黒部ケーブルカー （立山黒部貫光）：黒部湖駅 - 黒部平駅  (0.8km)
  - 立山黒部貫光無軌条電車線 （立山黒部貫光）：室堂駅 - 大観峰駅  (3.7km)
  - 国土交通省立山砂防工事専用軌道 （国土交通省）：（18.0km・貨物線）

#### 石川県
- 広域：
  - 七尾線 （西日本旅客鉄道）：津幡駅 - 和倉温泉駅  (59.5km)
  - 北陸鉄道浅野川線 （北陸鉄道）：北鉄金沢駅 - 内灘駅  (6.8km)
  - 北陸鉄道石川線 （北陸鉄道）：野町駅 - 鶴来駅  (15.9km)
  - IRいしかわ鉄道線 （IRいしかわ鉄道）：大聖寺駅 - 倶利伽羅駅 (64.2km)
  - のと鉄道七尾線(1) （のと鉄道・第2種）：和倉温泉駅 - 穴水駅  (28km)
- 七尾市
  - のと鉄道七尾線 （のと鉄道・第2種）：七尾駅 - 和倉温泉駅  (5.1km)

#### 福井県
- 広域：
  - 越美北線 （西日本旅客鉄道）：越前花堂駅 - 九頭竜湖駅  (52.5km)
  - えちぜん鉄道勝山永平寺線 （えちぜん鉄道）：福井駅 - 勝山駅  (27.8km)
  - えちぜん鉄道三国芦原線 （えちぜん鉄道）：福井口駅 - 三国港駅  (25.2km)
  - 福井鉄道福武線 （福井鉄道）[注釈 1]：たけふ新駅 - 鉄軌分界点  (18.1km)
- 福井市
  - 福井鉄道福武線(1) （福井鉄道）［軌道法適用］：鉄軌分界点 - 田原町駅  (2.8km)
  - 福井鉄道福武線(2) （福井鉄道）［軌道法適用］：福井城址大名町駅 - 福井駅停留場  (0.6km)

### 東海地方
- 広域：
  - 関西本線 （東海旅客鉄道）：名古屋駅 - 亀山駅  (59.9km)
  - 名鉄名古屋本線 （名古屋鉄道）：豊橋駅 - 名鉄岐阜駅  (99.8km)
  - 名鉄犬山線 （名古屋鉄道）：枇杷島分岐点 - 新鵜沼駅  (26.8km)
  - 名鉄広見線 （名古屋鉄道）：犬山駅 - 御嵩駅  (22.3km)
  - 近鉄名古屋線 （近畿日本鉄道）：伊勢中川駅 - 近鉄名古屋駅 (78.8km)
  - 養老鉄道養老線 （養老鉄道・第2種）：桑名駅 - 揖斐駅  (57.5km)

#### 岐阜県
- 広域：
  - 東海道本線(2) （東海旅客鉄道）：大垣駅 - 関ケ原駅  (13.8km)
  - 太多線 （東海旅客鉄道）：多治見駅 - 美濃太田駅  (17.8km)
  - 長良川鉄道越美南線 （長良川鉄道）：美濃太田駅 - 北濃駅  (72.1km)
  - 樽見鉄道樽見線 （樽見鉄道）：大垣駅 - 樽見駅  (34.5km)
  - 明知鉄道明知線 （明知鉄道）：恵那駅 - 明智駅  (25.1km)
  - 名鉄各務原線 （名古屋鉄道）：名鉄岐阜駅 - 新鵜沼駅  (17.6km)
  - 名鉄竹鼻線 （名古屋鉄道）：笠松駅 - 江吉良駅  (10.3km)
- 羽島市
  - 名鉄羽島線 （名古屋鉄道）：江吉良駅 - 新羽島駅  (1.3km)
- 大垣市
  - 東海道本線(3) （東海旅客鉄道）：大垣駅 - 美濃赤坂駅  (5km)
  - 西濃鉄道市橋線 （西濃鉄道）：美濃赤坂駅 - 猿岩駅 (2.0km・貨物線)

#### 静岡県
- 広域：
  - 伊東線 （東日本旅客鉄道）：熱海駅 - 伊東駅  (16.9km)
  - 伊豆箱根鉄道駿豆線 （伊豆箱根鉄道）：三島駅 - 修善寺駅  (19.8km)
  - 伊豆急行線 （伊豆急行）：伊東駅 - 伊豆急下田駅  (45.7km)
  - 大井川鐵道大井川本線 （大井川鐵道）：金谷駅 - 千頭駅  (39.5km)
  - 大井川鐵道井川線 （大井川鐵道）：千頭駅 - 井川駅  (25.5km)
  - 天竜浜名湖鉄道天竜浜名湖線 （天竜浜名湖鉄道）：掛川駅 - 新所原駅  (67.7km)
- 静岡市
  - 静岡鉄道静岡清水線 （静岡鉄道）：新静岡駅 - 新清水駅  (11km)
- 浜松市
  - 遠州鉄道鉄道線 （遠州鉄道）：新浜松駅 - 西鹿島駅  (17.8km)
- 富士市
  - 岳南電車岳南線 （岳南電車）：吉原駅 - 岳南江尾駅  (9.2km)
- 函南町
  - 十国峠十国鋼索線 （十国峠）：十国登り口駅 - 十国峠駅  (0.3km)

#### 愛知県
- 広域：
  - 武豊線 （東海旅客鉄道）：大府駅 - 武豊駅  (19.3km)
  - JR東海交通事業城北線 （JR東海交通事業・第2種）：勝川駅 - 枇杷島駅  (11.2km)
  - 豊橋鉄道渥美線 （豊橋鉄道）：新豊橋駅 - 三河田原駅  (18km)
  - 愛知環状鉄道線 （愛知環状鉄道）：岡崎駅 - 高蔵寺駅  (45.3km)
  - 愛知高速交通東部丘陵線 （愛知高速交通）磁気浮上［軌道法適用］：藤が丘駅 - 八草駅  (8.9km)
  - 名鉄西尾線 （名古屋鉄道）：新安城駅 - 吉良吉田駅  (24.7km)
  - 名鉄三河線 （名古屋鉄道）：猿投駅 - 碧南駅  (39.8km)
  - 名鉄豊田線 （名古屋鉄道）：赤池駅 - 梅坪駅  (15.2km)
  - 名鉄蒲郡線 （名古屋鉄道）：吉良吉田駅 - 蒲郡駅  (17.6km)
  - 名鉄常滑線 （名古屋鉄道）：神宮前駅 - 常滑駅  (29.3km)
  - 名鉄河和線 （名古屋鉄道）：太田川駅 - 河和駅  (28.8km)
  - 名鉄知多新線 （名古屋鉄道）：富貴駅 - 内海駅  (13.9km)
  - 名鉄瀬戸線 （名古屋鉄道）：栄町駅 - 尾張瀬戸駅  (20.6km)
  - 名鉄小牧線(1) （名古屋鉄道）：味鋺駅 - 犬山駅  (18.3km)
  - 名鉄津島線 （名古屋鉄道）：須ヶ口駅 - 津島駅  (11.8km)
  - 名鉄尾西線 （名古屋鉄道）：弥富駅 - 玉ノ井駅  (30.9km)
  - 名古屋市営地下鉄鶴舞線 （名古屋市交通局）：上小田井駅 - 赤池駅  (20.4km)
  - 名古屋臨海鉄道南港線 （名古屋臨海鉄道）：東港駅 - 知多駅 (11.3km・貨物線)
  - 衣浦臨海鉄道碧南線 （衣浦臨海鉄道）：東浦駅 - 碧南市駅 (11.3km・貨物線)
- 名古屋市
  - 名鉄築港線 （名古屋鉄道）：大江駅 - 東名古屋港駅  (1.5km)
  - 名鉄小牧線 （名古屋鉄道・第2種）：上飯田駅 - 味鋺駅  (2.3km)
  - 名古屋ガイドウェイバスガイドウェイバス志段味線 （名古屋ガイドウェイバス）［軌道法適用］：大曽根駅 - 小幡緑地駅  (6.5km)
  - 名古屋市営地下鉄東山線 （名古屋市交通局）：高畑駅 - 藤が丘駅  (20.6km)
  - 名古屋市営地下鉄名城線 （名古屋市交通局）
    - 2号線：大曽根駅 - 栄駅 - 金山駅  (8.9km)
    - 4号線：大曽根駅 - 名古屋大学駅 - 金山駅  (17.5km)

  - 名古屋市営地下鉄名港線 （名古屋市交通局）：金山駅 - 名古屋港駅  (6.0km)
  - 名古屋市営地下鉄桜通線 （名古屋市交通局）：太閤通駅 - 徳重駅  (19.1km)
  - 名古屋市営地下鉄上飯田線 （名古屋市交通局・第2種）：上飯田駅 - 平安通駅  (0.8km)
  - 名古屋臨海高速鉄道西名古屋港線 （名古屋臨海高速鉄道）：名古屋駅 - 金城ふ頭駅 (15.2km)
  - 名古屋臨海鉄道東港線 （名古屋臨海鉄道）：笠寺駅 - 東港駅 (3.8km・貨物線)
  - 名古屋臨海鉄道昭和町線 （名古屋臨海鉄道）：東港駅 - 昭和町駅 (1km・貨物線)
  - 名古屋臨海鉄道汐見町線 （名古屋臨海鉄道）：東港駅 - 汐見町駅 (3km・貨物線)
  - 名古屋臨海鉄道東築線 （名古屋臨海鉄道）：東港駅 - 名電築港駅 (1.3km・貨物線)
  - 東海道本線(1)（日本貨物鉄道）：山王信号場 - 名古屋港駅 (6.2km・貨物線)
- 豊橋市
  - 豊橋鉄道東田本線 （豊橋鉄道）［軌道法適用］：駅前停留場 - 赤岩口停留場  (4.8km)
  - 豊橋鉄道東田本線(1) （豊橋鉄道）［軌道法適用］：井原停留場 - 運動公園前停留場  (0.6km)
- 豊川市
  - 名鉄豊川線 （名古屋鉄道）［軌道法適用[注釈 2]］：国府駅 - 豊川稲荷駅  (7.2km)
- 半田市
  - 衣浦臨海鉄道半田線 （衣浦臨海鉄道）：半田埠頭駅 - 東成岩駅 (3.4km・貨物線)
- 常滑市
  - 名鉄空港線 （名古屋鉄道・第2種）：常滑駅 - 中部国際空港駅  (4.2km)

#### 三重県
- 広域：
  - 参宮線 （東海旅客鉄道）：多気駅 - 鳥羽駅  (29.1km)
  - 名松線 （東海旅客鉄道）：松阪駅 - 伊勢奥津駅  (43.5km)
  - 近鉄山田線 （近畿日本鉄道）：伊勢中川駅 - 宇治山田駅  (28.3km)
  - 近鉄鳥羽線 （近畿日本鉄道）：宇治山田駅 - 鳥羽駅  (13.2km)
  - 近鉄志摩線 （近畿日本鉄道）：鳥羽駅 - 賢島駅  (24.5km)
  - 近鉄湯の山線 （近畿日本鉄道）：近鉄四日市駅 - 湯の山温泉駅  (15.4km)
  - 伊勢鉄道伊勢線 （伊勢鉄道）：河原田駅 - 津駅  (22.3km)
  - 三岐鉄道三岐線(1) （三岐鉄道）：三岐朝明信号場 - 西藤原駅  (25.5km)
  - 三岐鉄道北勢線 （三岐鉄道）：西桑名駅 - 阿下喜駅  (20.4km)
- 四日市市
  - 関西本線(1)（日本貨物鉄道）：四日市駅 - 塩浜駅 (3.3km・貨物線)
  - 四日市あすなろう鉄道内部線 （四日市あすなろう鉄道・第2種）：あすなろう四日市駅 - 内部駅  (5.7km)
  - 四日市あすなろう鉄道八王子線 （四日市あすなろう鉄道・第2種）：日永駅 - 西日野駅  (1.3km)
  - 三岐鉄道三岐線 （三岐鉄道）：富田駅 - 三岐朝明信号場  (1.0km・貨物線)
  - 三岐鉄道近鉄連絡線 （三岐鉄道）：三岐朝明信号場 - 近鉄富田駅  (1.1km)
- 鈴鹿市
  - 近鉄鈴鹿線 （近畿日本鉄道）：伊勢若松駅 - 平田町駅  (8.2km)
- 伊賀市
  - 伊賀鉄道伊賀線 （伊賀鉄道・第2種）：伊賀上野駅 - 伊賀神戸駅  (16.6km)